# William Howard, III barone Howard di Effingham
William Howard (27 dicembre 1577 – Hampton, 28 novembre 1615) è stato un nobile inglese.

## Biografia
Era figlio di Charles Howard, I conte di Nottingham e della prima moglie Catherine Howard.
Venne eletto membro del parlamento per il Surrey nel 1597. Tuttavia, due giorni prima che il parlamento si riunisse, suo padre fu elevato a conte. Questo comportò che, in quanto suo erede e figlio maggiore, William acquisisse il titolo di cortesia di Lord Howard di Effingham.
Il 7 febbraio 1597 sposò Ann St John, figlia di John St John, II barone St John di Bletso. La coppia ebbe una sola figlia:
- Elizabeth Howard (1603–1671), che sposò John Mordaunt, I conte di Peterborough. Ebbero tre figli: Henry, II conte di Peterborough; John, I visconte Mordaunt ed Elizabeth, che sposò, senza discendenza, Thomas Howard, figlio ed erede di Edward Howard, I barone Howard di Escrick.

Nel 1603 sedette nella camera dei Lords avendo acquisito il titolo di barone.
Morì prima di suo padre nel 1615 all'età di 37 anni senza eredi maschi. Il suo titolo e successivamente quello di loro padre venne ereditato dal fratello minore.